# 김정식 (정치인)
김정식(金正植、생년 미상 ~ )은 조선민주주의인민공화국의 정치인이다. 조선로동당 중앙위원회 위원이다.

## 경력
2016년 4월 조선로동당 중앙위원회 부부장을 거쳐 2016년 5월, 조선로동당 제7차 대회에서 조선로동당 중앙위원회 후보위원으로 선출되었다. 2017년 4월 조선 인민군 중장으로 진급했고, 2017년 10월 조선로동당 제7기 제2차 전원회의에서 당 중앙위 위원으로 선출되었다.